# Termo de referência
Um Termo de Referência (ou Termos de Referência) é um documento no qual uma instituição contratante estabelece os termos pelos quais um serviço deve ser prestado ou um produto deve ser entregue por potenciais contratados. Os termos de referência precedem a assinatura do contrato e tem como função principal informar potenciais contratados sobre as especificações do serviço ou produto. Quando o contrato é celebrado, os termos de referência se tornam parte integrante do contrato.

## Estrutura
A estruturação de um Termo de Referência segue, pela definição da ABNT, por texto onde se exprima explicitamente, e sem obscuridade, a definição deste produto a ser executado, a forma como ele deve ser executado juntamente com o seu prazo de execução, o custo total necessário para a realização do produto e critérios legítimos de avaliação de pessoa hábil para a execução do produto.